# Intersnack
Intersnack este o companie din industria alimentară din Germania.
Compania deține mărcile Chio - chipsuri, Wolf - covrigei, biscuiți sărați și Felix - alune produse de compania germană The Nut Company, unde Intersnack este acționară, precum și sortimente de tortilla și cartofii Pom-Bar..

## Intersnack în România
Compania a demarat producția în România în anul 2003, la Brașov,
pe fosta platformă Tractorul.
În anul 2009 a mutat fabrica de la Brașov la Ghimbav, printr-o investiție de 7 milioane euro.
Compania mai deține o fabrică în Otopeni, lângă București, cu 60 de angajați, unde sunt procesate alunele Felix și Fiesta.
Fabrica a intrat în proprietatea Intersnack în 2008, odată cu achiziția The Nut Company printr-o tranzacție derulată la nivel internațional.
Număr de angajați în 2010: 200
Cifra de afaceri:
| Anul          | 2009 | 2008 | 2002 |
| ------------- | ---- | ---- | ---- |
| milioane euro | 37   | 38   | 10   |